# Gerhard Mitter
 Gerhard Karl Mitter  (Krásná Lípa, 30 d'agost de 1935 - Circuit de Nürburgring, 1 d'agost de 1969) va ser un pilot de curses automobilístiques alemany que va arribar a disputar curses de Fórmula 1.
Va néixer el 30 d'agost del 1935 a Schönlinde, República Txeca i va morir en un accident al Circuit de Nürburgring l'1 d'agost del 1969.

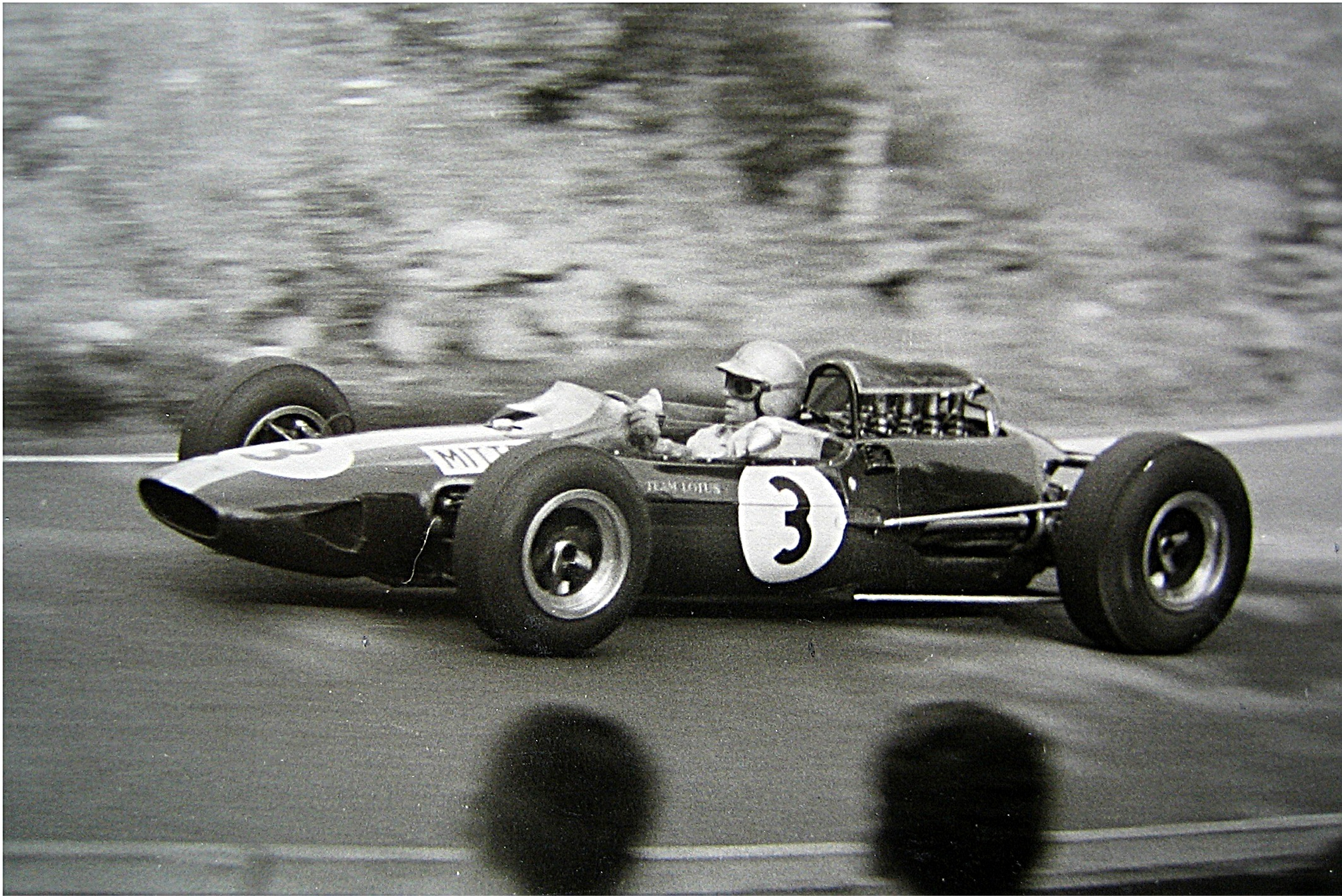
Gerhard Mitter amb un Lotus a Nürburgring (1965).

## A la F1
Gerhard Mitter va debutar a la tercera cursa de la temporada 1963 (la catorzena temporada de la història) del campionat del món de la Fórmula 1, disputant el 23 de juny del 1963 el GP dels Països Baixos al circuit de Zandvoort.
Va participar en un total de set proves puntuables pel campionat de la F1, disputades en sis temporades no consecutives (1963-1967 i 1969) assolí tres punts pel campionat del món de pilots.

## Resultats a la Fórmula 1
| Any  | Equip                   | Xassís  | Motor    | 1   | 2   | 3       | 4   | 5   | 6       | 7        | 8   | 9   | 10  | 11  | Posició | Punts |
| ---- | ----------------------- | ------- | -------- | --- | --- | ------- | --- | --- | ------- | -------- | --- | --- | --- | --- | ------- | ----- |
| 1963 | Ecurie Maarsbergen      | Porsche | Porsche  | MON | BEL | HOL Ret | FRA | GBR | ALE 4   | ITA      | USA | MEX | SUD |     | 12è     | 3     |
| 1964 | Team Lotus              | Lotus   | Climax   | MON | HOL | BEL     | FRA | GBR | ALE 9   | AUT      | ITA | USA | MEX |     | -       | 0     |
| 1965 | Team Lotus              | Lotus   | Climax   | SUD | MON | BEL     | FRA | GBR | HOL     | ALE Ret  | ITA | USA | MEX |     | -       | 0     |
| 1966 | Ron Harris / Team Lotus | Lotus   | Cosworth | MON | BEL | FRA     | GBR | HOL | ALE NVS | ITA      | USA | MEX |     |     | -       | 0     |
| 1967 | Gerhard Mitter          | Brabham | Cosworth | SUD | MON | HOL     | BEL | FRA | GBR     | ALE Ret  | CAN | ITA | USA | MEX | -       | 0     |
| 1969 | BMW                     | BMW     | BMW      | SUD | ESP | MON     | HOL | FRA | GBR     | ALE MORT | ITA | CAN | USA | MEX | -       | 0     |

### Resum
| Curses: | Victòries: | Pòdiums: | Poles: | Voltes ràpides: | Punts: |
| ------- | ---------- | -------- | ------ | --------------- | ------ |
| 7       | 0          | 0        | 0      | 0               | 3      |